# فقاعة حلقية

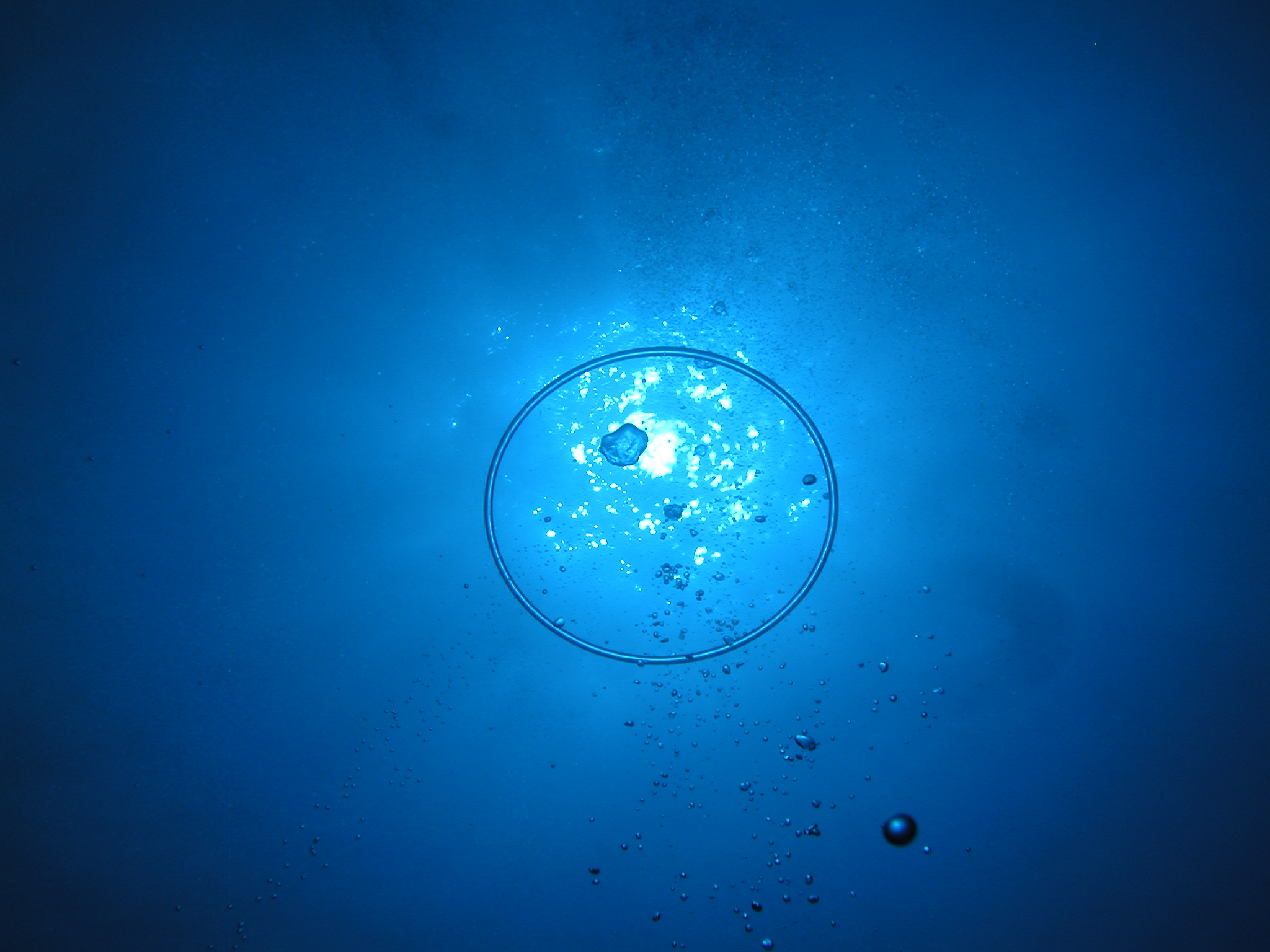
فقاعة حلقية

الفقاعة الحلقية هي دوامة حلقية تتكون تحت الماء، عندما تدخل فقاعات الهواء إلى داخل الدوامة مكونة شكلاً حلقياً. تدور حلقة الهواء والماء المحيط بها في مسار دوامي، بينما تتحرك في الماء. يكون الدوران شبيه جداً بدوران سوار يد مرن عند ارتدائه في الذراع.
تكون الحلقة الفقاعية أكثر استقراراً كلما دارت بسرعة أكبر. تُعتبر الحلقات الفقاعية و حلقات الدخان أمثلة للحلقات الدوامية، والتي مازالت تُدرس فيزيائياً في علم ديناميكا الموائع.
اختُرعت أجهزة لتوليد حلقات فقاعية دوامية.

## التفسير الفيزيائي
تولد الدوامة قوة لأسفل تؤثر على الفقاعة الهوائية بينما ترتفع لأعلى بفعل قوة الطفو. تؤدي هذه القوة المعاكسة لقوة الطفو إلى تقليل سرعة الفقاعة، وزيادة قُطرها. تُصبح الحلقة أقل سُمكاً، بالرغم من زيادة حجمها الداخلي الكلي كلما قل ضغط الماء حولها.
تنقسم الفقاعات الحلقية إلى فقاعات كروية عندما يقل سُمك الحلقة عن بعض المليمترات القليلة. يحدث هذا بسبب ظاهرة عدم استقرار رايلي. عندما تصل الفقاعة إلى سُمك معين، تقوم تأثيرات التوتر السطحي بشد الفقاعة وتقسيمها إلى فقاعات منفصلة.
يساعد دوران المياه حول الفقاعة على إستقرارها لفترة زمنية أكبر، ومقاومة تأثيرات عدم استقرار رايلي. تعبر المعادلة التالية عن ظاهرة عدم إستقرار رايلي، ويعبر أحد عناصرها عن دوران المياه.
{\displaystyle \omega ^{2}=\left({\frac {kaK_{1}}{ka}}\right)\left[(1-k^{2}a^{2}){\frac {T}{pa^{3}}}-{\frac {\Gamma ^{2}}{4\pi ^{2}a^{4}}}\right]}
حيث:
- ω: معدل توسع الحلقة.
- k: رقم الموجة.
- a: نصف قطر الفقاعة.
- T: التوتر السطحي.
- Γ: دوران المائع.
- K0 وK1: دوال بيسل.

عندما تكون ω موجبة تكون الفقاعة مستقرة بسبب دوران المائع حولها، وعندما تكون ω سالبة يؤثر التوتر السطحي على استقرار الفقاعة ويُقسمها. يؤثر دوران المائع أيضاً على سرعة الفقاعة وتمددها القُطري، فيزيد سرعتها بينما يُخفض معدل تمددها القُطري. ومع ذلك، فإن التمدد القطري هو ما ينشر الطاقة بتمدد الدوامة.
يحدث عدم الاستقرار بشكل أسرع في المياه المضطربة، بينما في المياه الهادئة يستطيع الغواصون عمل فقاعة قطرها الخارجي متر أو أكثر قبل أن تنقسم إلى فقاعات صغيرة.

### الطفو الناتج عن الفقاعات الحلقية
يتكون فرق في الضغط بين أعلى وأسفل الفقاعة، بينما تطفو لأعلى. يكون الضغط أسفل الفقاعة أكبر من الضغط أعلاها، ولذلك ينجذب سطحها السفلي لأسفل أسرع مما يرتفع سطحها العلوي لأعلى. ينتج عن ذلك تياراً نفاثاُ من المائع يتحرك لأعلى من مركز الفقاعة، وإذا كان هذا التيار يملك الطاقة الكافية، فإنه سيخترق السطح العلوي للفقاعة، ويخلق فقاعة حلقية.
تبدأ الحلقة بالدوران بسبب تحرك الماء خلال مركز الفقاعة. يؤدي هذا الدوران إلى تحريك المائع حول الفقاعة، صانعاً دوامة حلقية.
إذا كان التوتر السطحي للسطح الفاصل للمائع مرتفع جداً، أو كانت لزوجة المائع مرتفعة جداً، فسيصبح التدفق النفاث أكثر عرضاً ولن يخترق السطح العلوي للفقاعة. ينتج عن هذا فقاعة ذات قبعة كروية. تصبح الفقاعات الهوائية التي يكون قطرها أكبر من 2 سم تقريباً، فقاعات حلقية بسبب فرق الضغط.

### فقاعات التكهف
يُمكن أن تُصبح فقاعات التكهف القريبة من سطح صلب، حلقية الشكل أيضاً. يزداد الضغط الساكن بعيداً عن سطح الفقاعة مسبباً تكون تدفق نفاث ضغطه مرتفع. يُوجه هذا التدفق النفاث نحو السطح الصلب، مخترقاً الفقاعة ليكون فقاعة حلقية لفترة زمنية قصيرة. ينتج عن ذلك موجات صدمة متعددة، قد تلحق الضرر بالسطح.

فقاعة حلقية تكون دوامة حلقية، تُشبه الكعكة المحلاة، وتدور بشكل حلقي في غتجاه الأسهم.
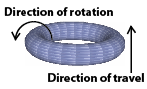
تتحرك الفقاعة الحلقية في نفس اتجاه دوران مركزها.
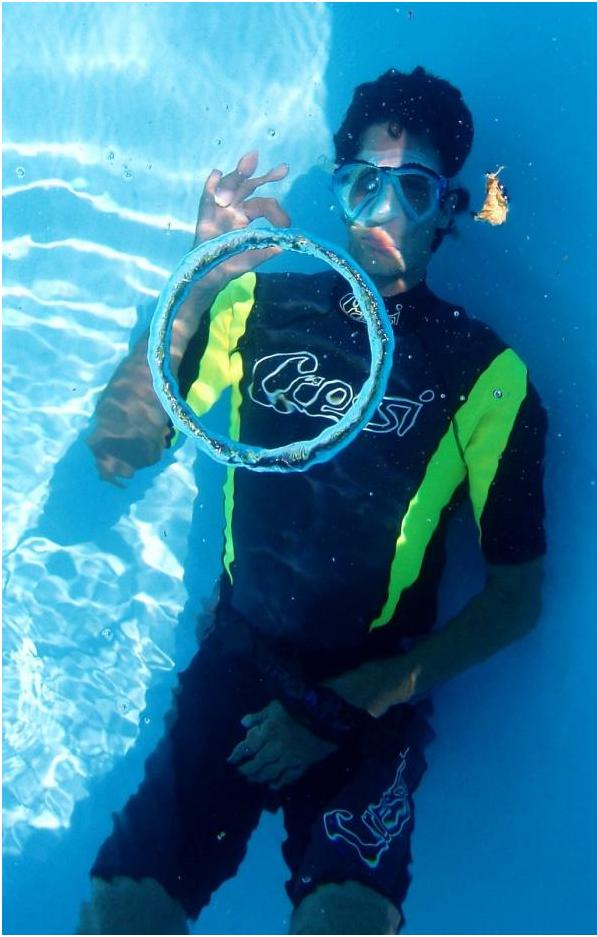
غواص ينفخ فقاعات حلقية.

## الحيتانيات
تقوم الحيتانيات، مثل الحيتان البيضاء، و الدلافين، و الحيتان الحدباء، بنفخ فقاعات حلقية من أفواهها. تقوم الدلافين أحياناً بسلوكيات لعب معقدة، تصنع خلالها فقاعات حلقية عن قصد، بغرض التسلية.
تصنع الحيتانيات الفقاعات الحلقية بطريقتين: الأولى عن طريق نفخ الهواء في الماء وتركه يصعد إلى السطح مكوناً حلقة، والثانية بصنع دوامة حلقية بأذيالها وحقن فقاعة داخل تيارات الدوامة الحلزونية، وهكذا تتكون الفقاعة الحلقية. تقوم الدلافين عادة بفحص الفقاعات الحلقية التي كونتها، بصرياً وبواسطة موجاتها الصوتية. كما تقوم أحياناً أيضاً باللعب بالفقاعات الحلقية، بتغيير شكلها، أو تكسيرها لفقاعات حلقية أصغر مستخدمة منقارها.
يبدو أيضاً أن الدلافين تستمتع بعَضّ الفقاعات الحلقية التي كونتها، فتقسمها إلى فقاعات متعددة منفصلة وتتركها ترتفع سريعاً إلى السطح. تمتلك الدلافين أيضاً القدرة على تكوين فقاعات حلقية بذيولها باستخدام الهواء الجوي فوق سطح المياه.

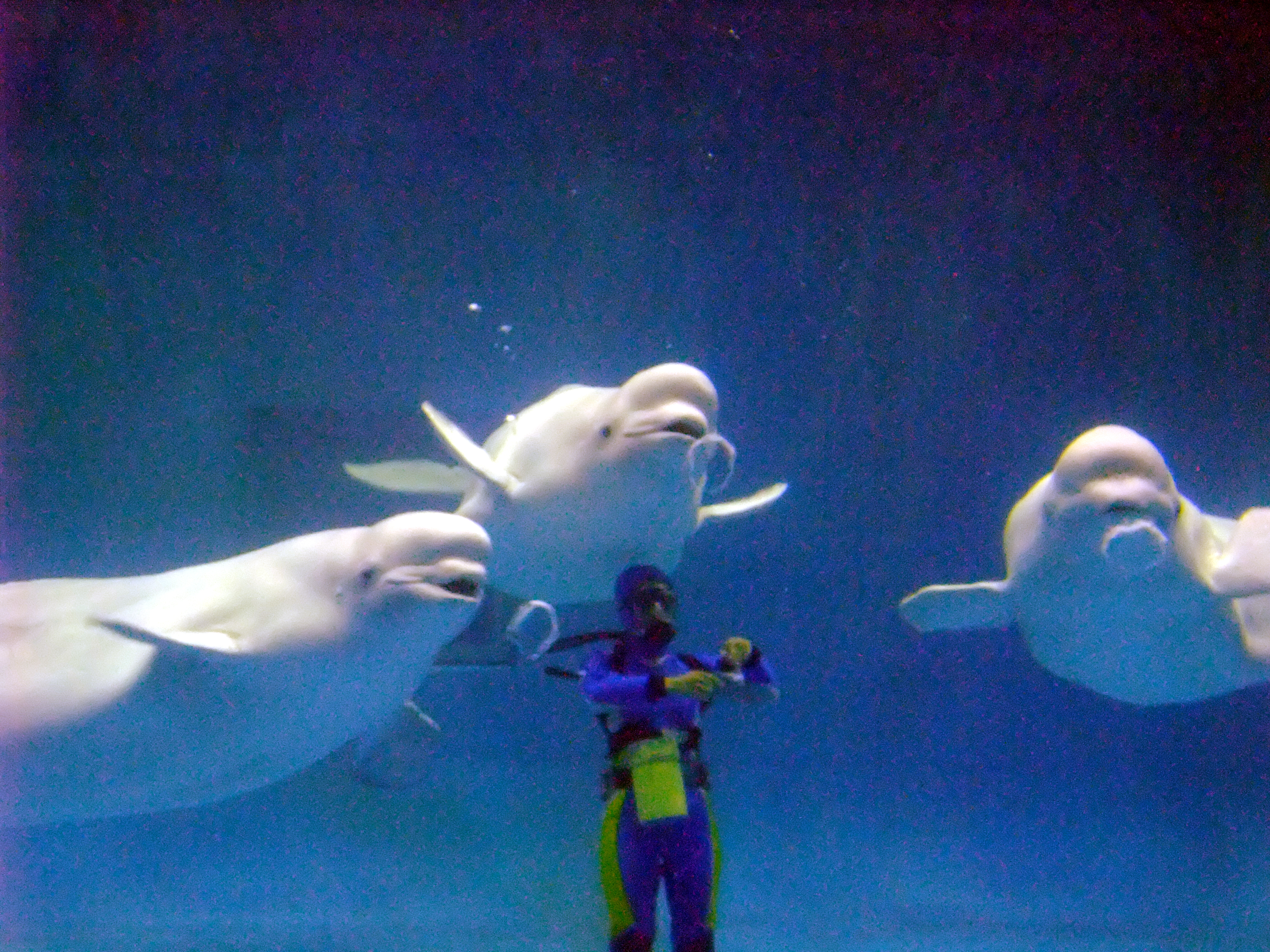
حيتان بيضاء تكون فقاعات حلقية.

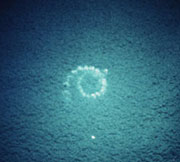
تصوير جوي لشبكة فقاعات الحيتان الحدباء.

تستخدم الحيتان الحدباء نوعاً آخر من الفقاعة الحلقية عندما تصطاد أسماك العلف ‏. تحيط الحيتان سرباً من أسماك العلف بشبكة فقاعية، فتتجمع الأسماك في شكل كروي للدفاع عن نفسها دون أن تدرك أن الحيتان استخدمت دفاعها ضدها، ويُسمى ذلك التجمع بكُرة الطعم.

## الغواصون

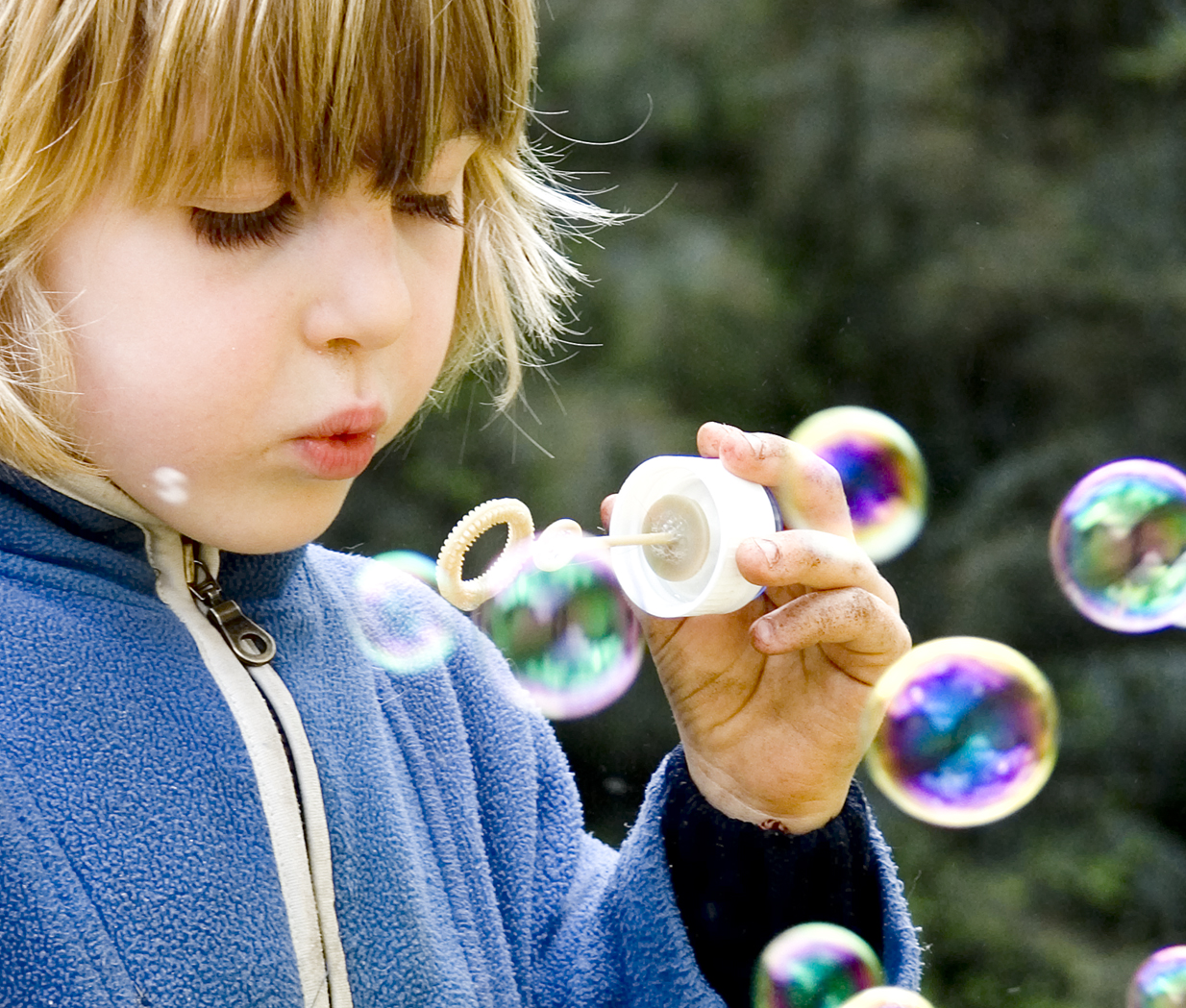
ينفخ طفل فقاعات الصابون من حلقة.

يستطيع بعض الممارسين للغوص بالمعدات والغوص الحر، صُنع فقاعات حلقية بنفخ الهواء من أفواههم بطريقة معينة. قد تتكون الفقاعات الحلقية الطويلة أيضاً بشكل طبيعي في المياه المضطربة، مثل الأمواج المتكسرة.

## استخدامات أخرى
يُستخدم مصطلح «حلقة الفقاعة» أيضاً في سياقات أخرى. يوجد لعبة أطفال شائعة لنفخ فقاعات الصابون، تُسمى حلقة الفقاعة. تأتي هذه اللعبة بدلاً للعبة أنبوب الفقاعة التي كانت شائعة الاستخدام لسنوات عديدة، بسبب أن أنبوب الفقاعة قد يذكر بالتدخين، مما يعد مثالاً سيئاً جداً للأطفال.
تكون رغوة الصابون في هذه اللعبة، عالقة في حلقة متصلة بواسطة عصاة رفيعة متصلة بغطاء الزجاجة الحاوية للرغوة.

## روابط خارجية
- دلافين تلعب بفقاعات حلقية (فيديو).
- دولفين يصنع حلقات فقاعية ويلعب بها (فيديو).
- فيديوهات متنوعة للفقاعات الحلقية.
- موقع إلكتروني عن الفقاعات الحلقية.